# Digital transformation
Digital transformation är processen av förändring och implementering av digital teknik inom en organisation för att skapa nya eller modifiera befintliga produkter, tjänster och verksamheter genom att konfigurera affärsprocesser till ett digitalt format.
Målet med dess implementering är att öka värde genom innovation, uppfinning, förbättrad kundupplevelse och effektivitet. Digital transformation kan definieras som “en fundamental ändring i processer som möjliggjorts av digitala teknologier som siktar på ge radikal förbättring och innovation till en entitet (till exempel en organisation, en industri eller samhälle) för att skapa värde för dess intressenter genom att väga sina nyckelresurser och förmågor”.
Digital transformation har ändrat arbetssätt på nästan alla företag i världen när det gäller strategi, struktur, kultur och processer genom möjligheterna som tillhandahålls av digital media och internet. Termen “digital transformation” kommer från engelska termen “business transformation” och är menat att syfta på sättet man ändrar sina tillvägagångssätt till företagande genom digital teknologi.
Digitalisering är processen att omvandla analog information till digital form med hjälp av teknik, exempelvis en bildskanner eller digitala ljudinspelningar. Eftersom användningen av internet har ökat sedan 1990-talet har även digitaliseringen ökat. Digital transformation är däremot bredare än bara digitaliseringen av befintliga processer. Digital transformation innebär att överväga hur produkter, processer och organisationer kan förändras genom användningen av nya digitala teknologier.
Ikea är ett exempel på företag som genomför en digital transformation av organisationen. Bland annat har IKEA år 2022 lanserat en ny applikation som kallas IKEA Kreativ. Denna applikation ska hjälpa kunderna att designa sitt rum med hjälp av AI, maskininlärning och 3D-teknologi. Det förändrar marknadserbjudanden, som i uppkopplade Tesla bilar och Krys digitala vård, och skapar disruptiva affärsmodeller som Spotify. Genom att bilda ett nätverk möjliggör ICT samarbete och tillväxt i den digitala eran.